# The Sacramento Bee

Das Logo der Zeitung

The Sacramento Bee ist eine lokale Tageszeitung aus dem kalifornischen Sacramento mit einer täglichen Auflage von knapp 200.000 Exemplaren (Stand 2013). Die Zeitung, die mit fünf Pulitzer-Preisen ausgezeichnet wurde, gehört zur McClatchy Company.
Internationales Aufsehen erregte The Sacramento Bee im Mai 2004 durch die Veröffentlichung eines Interviews mit dem Unteroffizier („Staff Sergeant“) Jimmy Massey. Massey hatte im November 2003 nach zwölf Dienstjahren bei den US Marines seinen Dienst, zuletzt im Irak, quittiert und sich anschließend wegen posttraumatischer Störungen in Behandlung begeben, die er wegen der im Irak erlebten Grausamkeiten an Zivilisten erlitt. Die in diesen Interview erhobenen Anschuldigungen gingen weit über das bis dahin öffentlich Berichtete hinaus, wurden aber auch an anderer Stelle bezweifelt. Das Interview wurde von vielen anderen Zeitungen übernommen, darunter von dem britischen Independent.